# Locumtenenstaler

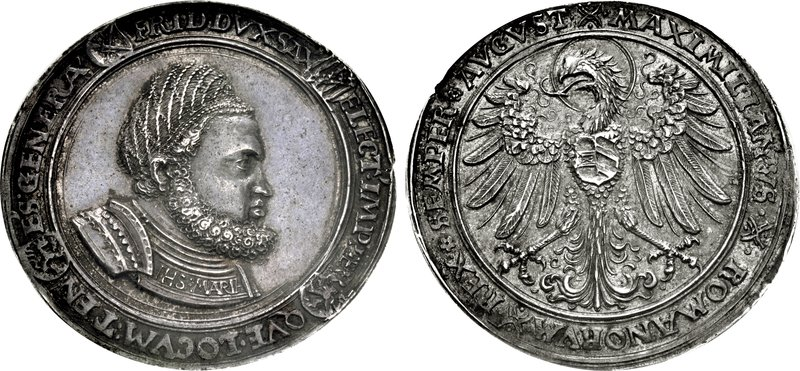
Locumtenenstaler, Schautaler Friedrichs des Weisen o. J., geprägt nach 1507 auf die Statthalterwürde, erste Vikariatsgedenkprägung Sachsens (Silber; Durchmesser 49 mm; 28,76 g)

Der Locumtenenstaler, auch Statthaltertaler genannt, ist eine Gedenkprägung mit dem Brustbild des sächsischen Kurfürsten Friedrich des Weisen (1486–1525), dessen Umschrift auf der Vorderseite mit “Imperique locumtenens generalis” (lateinisch für Reichsgeneralstatthalter) endet. Dieser Titel war Friedrich vom König Maximilian I. im Jahr 1507 verliehen worden. Der Statthaltertaler wurde als Münze (Gedenkmünze) und Medaille (bezeichnet als Schautaler) geprägt.

## Münzen und Medaillen Friedrichs III.
Alleinprägungen Friedrichs sind selten. Nach Paul Arnold, langjähriger Direktor des Münzkabinetts in Dresden, sind das nur zwei verschiedene Typen Gedenkmünzen und einseitige Löwenpfennige.
- Zu den Gedenkmünzen, die in Nürnberg auf die Statthalterwürde geprägt wurden, zählen demnach:[4]
  - 1507: Gulden, (Taler), ¼ Gulden (Taler), Schreckenberger, Groschen
  - 1510: ¼ Gulden (Taler)
  - 1517: ¼ Gulden (Taler), Schreckenberger
  - ohne Jahreszahl: Gulden (Taler), ½ Gulden (Taler), ¼ Gulden (Taler), ⅛ Gulden (Taler), Schreckenberger

Die auf die Statthalterwürde geprägten Schautaler (nicht Gedenkmünzen) im Taler- und Doppeltalergewicht sind Medaillen, obwohl sie oft auch als Guldengroschen bezeichnet werden. Sie wurden nach einem Entwurf Lucas Cranachs des Älteren gestaltet und gehören zu den schönsten deutschen Schautalern der Renaissance.
Der andere Typ Gedenkmünze (von 1522) mit dem Bildnis Friedrichs mit Mütze, der auch als Schautaler bezeichnet wird, ist kein Locumtenenstaler. Er wurde wahrscheinlich in der Münzstätte Zwickau oder in Nürnberg geprägt. Der Schautaler diente als Vorlage für die Vorderseite der Gedenkmünze zum 400-jährigen Reformationsjubiläum 1917 aus der Münzstätte Muldenhütten mit dem Brustbild Friedrichs des Weisen (1486–1552), die heute zu den seltensten Münzen zählt.

## Beschreibung des Locumtenenstalers
Der Locumtenenstaler ist in Varianten mit geringen Unterschieden in der Münzaufschrift sowie in der Höhe des Reliefs mit und ohne Jahreszahl und ohne Münzmeisterzeichen geprägt worden.
Der hier gezeigte Schautaler hat ein hohes medaillentypisches Relief, während andere Locumtenenstaler mit der üblichen Reliefhöhe der Guldengroschen geprägt wurden und Gedenkmünzen sind.
Die nachfolgende Beschreibung bezieht sich auf die Abbildung (siehe Bild oben).
Der silberne Schautaler hat einen Durchmesser von 49 Millimeter, wiegt 28,76 Gramm und wurde in Hall geprägt. In Katalogen wird teilweise auch Dresden als Münzstätte nach später erfolgter Übersendung der Stempel nach Sachsen für wahrscheinlich gehalten. Mit den Stempeln dieses breiten Schautalers sollten ursprünglich Doppelstücke geprägt werden.
Der Stempelschnitt erfolgte nach einer Vorlage von Lucas Cranach dem Älteren, der 1504 an den kursächsischen Hof nach Wittenberg kam und die Entwürfe für die Statthaltermünzen und Medaillen anfertigte. Für diese prachtvolle Renaissanceprägung schnitt der seit 1508 in der Münzstätte Hall tätige Ulrich Ursenthaler der Ältere die Stempel.

### Vorderseite
Die Vorderseite zeigt das geharnischte Brustbild des Kurfürsten mit Drahthaube im Bogenzierkreis. Auf dem Harnisch ist „IHS: MARIA“ zu lesen.
Eine Drahthaube ist „eine so genannte Kalotte, eigentlich eine Unterhaube zur Bändigung langen Haupthaars und zugleich zur Befestigung des Baretts, die oft bei männlichen Privatbildnissen dieser Zeit erscheint […]. Sie dürfte hier als gepflegte Variante der Barhäuptigkeit, als Zeichen einer demütigen Grundhaltung zu verstehen sein.“
Die Umschrift lautet:
FRID(ericus) DVX SAX(oniae) ELECT(or). IMPER(ii)QVE. LOCVM: TENE(n)S: GENERA(lis) unterbrochen von den Wappen: Kurwappen, Herzogtum Sachsen, Thüringen und Meißen.
Übersetzung: Friedrich, Herzog von Sachsen, Kurfürst und Reichsgeneralstatthalter.

### Rückseite
Auf der Rückseite ist ein nimbierter einköpfiger Reichsadler zu sehen, der auf der Brust das habsburgisch-burgundische Wappenschild trägt.
Die Umschrift lautet:
MAXIMILIANVS – ROMANORVM – REX. SEMPER. AUGVST(us).
Übersetzung: Maximilian, römischer König, allzeit Mehrer des Reichs.

## Erläuterung
Die Würde des Reichsvikars erscheint in Sachsen erstmals ab 1507 auf Münzen des sächsischen Kurfürsten Friedrichs des Weisen in Form von „Imperique locumtenens generalis“. Es sind somit die ersten Vikariatsmünzen Kursachsens. Die Statthalterwürde wurde Friedrich III. vom König Maximilian I. am 8. August 1507 auf dem Reichstag zu Konstanz übertragen und galt für die Zeit der Abwesenheit des Königs. Nachdem Maximilian von seiner am 4. Februar 1508 in Trient erfolgten Wahl zum römischen Kaiser zurückgekehrt war, erlosch sein Amt als permanenter Vertreter des Königs. Ihm wurde aber ehrenhalber gestattet, den Titel des Reichsgeneralstatthalters bis zum Tod Kaiser Maximilians I. (1519) weiterhin zu führen.
Friedrich III. hat die Locumtenenstaler, die sogenannten Konterfeimünzen nach seinen persönlichen Vorstellungen prägen lassen. Nachdem er die Statthalterwürde vom Kaiser erhalten hatte, beauftragte er Lucas Cranach den Älteren noch im gleichen Jahr mit Modellentwürfen. Bis 1519 ließ er vier Stempelschneider zur Herstellung der Stempel für die Münzen und Medaillen mit seinem Konterfei arbeiten: Hans Krug den Älteren, Lorenz Werder, Ulrich Usenthaler den Älteren und danach von 1513 bis 1519 den in Nürnberg tätigen Goldschmied und Stempelschneider Hans Krafft den Älteren, der auf der Grundlage der verschiedenen Stempelpaare Stempelschnitte für Statthaltermedaillen mit hohem Relief fertigte.

### Das Münzprivileg König MaximiliansI. für Kurfürst FriedrichIII.
In dieser Urkunde ist u. a. enthalten, welche Münznominale Friedrich III. während der Abwesenheit des Königs prägen lassen kann, welche Aufschrift sie tragen sollen und was das Münzbild der Vorder- und Rückseite der Silbermünzen darstellen soll. Weiterhin ist vorgeschrieben, dass Goldmünzen „nach Gewicht und Feingehalt dem rheinischen Gulden“ entsprechen müssen und „die Silbermünzen ihrem realen Wert.“
Das Münzbild und die Aufschrift ist im Münzprivileg wie folgt vorgeschrieben:
„Auf einer Seite soll ein Adler mit dem Wappen Österreichs und Burgunds auf der Brust und der Legende Maximilians […] zu sehen sein; auf der anderen Seite […] das kurfürstliche Wappen“ mit seinem Titel und den ihm verliehenen Statthaltertitel. Dazu eine Anmerkung des Bearbeiters der Urkunde, dass die Vorlage Maximilians verletzt wurde. Der tatsächlich geprägte Guldengroschen unterscheidet sich von der Vorlage im Wesentlichen dadurch, dass Friedrich statt des vorgeschriebenen kurfürstlichen Wappens sein Brustbild verwendete, obwohl die Beachtung dieser Urkunde bei Androhung folgender Strafen befohlen wurde:
„[Maximilian] befiehlt unter Androhung der königlichen Ungnade und einer Strafe von 50 Mark lötigen Goldes die Beachtung dieser Urkunde und die Akzeptierung der genannten Münzen als im Reich gängige Sorten.“
Die erhebliche Abweichung der Locumtenenstaler vom vorgeschriebenen Münzbild blieb ohne Konsequenzen. Maximilian gestattete Friedrich den Statthaltertitel nach seiner Rückkehr honoris causa bis zu seinem Tod weiter zu führen.

### Köhlers historische Erklärung (von 1730)

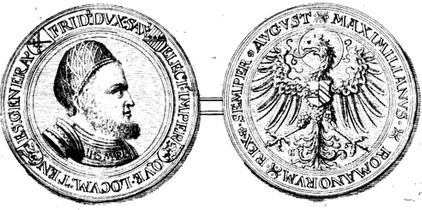
Der Kupferstich der „Konterfeimünze“ aus Köhlers Münzbelustigung entspricht dem geprägten Original im Bild oben, die Wappen sind hier besser erkennbar

In Johann David Köhlers Münzbelustigung erscheint der Locumtenenstaler als „Churfürst Friedrich des Weisen zu Sachsen merkwürdige und im grossen Werth gehaltene silberne Contrafect-Münze [= Conterfectmünze, Konterfeimünze] mit den Worten IHS MARIa auf dem Halskragen“.
In der Beschreibung der Rückseite erklärt der Gelehrte, wieso der Reichsadler als einköpfiger und nicht als doppelköpfiger Adler, wie das bei Kaisermünzen üblich ist, dargestellt wurde:

„Weil Maximilian nur ROMANORUM REX [lat. für römischer König] in dem umgesetzten Tittel genennt wird, so hat man auch nur einen einköpffigten Adler auf der Münze abgebildet; in der [anderen] angeführten Münze von A. 1517 aber heisst er ROMANORUM IMPERATOR [lat. für römischer Kaiser], daher ist auf selbigen ein zweyköpfigter Adler gesetzet worden.“

Die Worte IHS MARIA auf dem Harnisch des Kurfürsten erklärt Köhler damit, dass „der Churfürst […] die Worte […] auf die Medaillen [habe] setzen lassen, die er nach Rom an die Cardinäle gesendet [hat] und […] [dass er] mit diesem Symbolo seine eifrige Beständigkeit bey der Römischen Kirche an den Tag [habe] legen wollten.“
Der Schautaler, so Köhler, ist „eigentlich kein ordentlicher Taler, ob schon [er] die hiesige zwey Loth [Talergewicht = 29,23 g] recht genau wiegt, sondern es ist […] eine Contrafecten Münze, oder Schaustück, das nicht current [umlauffähig] gewesen, sondern von dem Churfürsten nur zu Geschencken, als ein Gnaden Pfenning [= Medaille mit Fürstenbildnis, die vom Fürsten an Günstlinge verschenkt wurden] gebraucht worden, wie sie dann auch von weit erhabenern und zierlichern Gepräge [sind], als [die] Churfürstlichen Thaler.“